# Scharnierschildkröten
Die Gattung der Scharnierschildkröten (Cuora) gehört zur Familie der Altwelt-Sumpfschildkröten (Geoemydidae).

## Beschreibung
Die Vertreter der Gattung Cuora sind kleine bis mittelgroße Schildkröten deren Rückenpanzer eine Länge zwischen 11 und 35 cm erreichen können.
Das namensgebende Scharnier verläuft zwischen Hypoplastron und Hyoplastron quer über den Bauchpanzer und ermöglicht den Scharnierschildkröten den Bauchpanzer vorne und hinten nach oben zu klappen, um den Panzer vollständig zu verschließen. Dieses Merkmal tritt in der Familie der Altwelt-Sumpfschildkröten allerdings auch bei den Gattungen Cyclemys und Notochelys auf und hat sich innerhalb der Geoemydidae offenbar zweimal, unabhängig voneinander entwickelt.
Als gattungstypische Merkmale gelten hingegen die regelmäßigen und sechseckigen Neuralia des Rückenpanzers, deren hintere Seitenkanten vergleichsweise kurz sind und eine nur schwach ausgeprägte oder ganz fehlende Kerbe im Bereich der Analschilde des Bauchpanzers.

## Fortpflanzung
Im Alter von sechs bis acht Jahren werden Scharnierschildkröten geschlechtsreif.
Das Weibchen kann bis zu zehn Eier legen, aus denen nach 70–140 Tagen die Jungtiere schlüpfen. Typischerweise legen die meisten Cuora-Arten kleine Gelege mit meist zwei, manchmal ein oder drei Eiern, andere Arten wiederum legen in einem Gelege vier bis sieben, selten bis zu zehn Eier. Die Eier sind im Verhältnis zur Körpergröße sehr groß. Während der Fortpflanzungsperiode legen die Weibchen je nach Art ein bis drei Gelege.

## Systematik
Bisher sind 12 Arten der Scharnierschildkröten bekannt:
- Amboina-Scharnierschildkröte (Cuora amboinensis (Daudin, 1802))
- Goldkopf-Scharnierschildkröte (Cuora aurocapitata Luo & Zong, 1988)
- Zentralvietnamesische Scharnierschildkröte (Cuora bourreti Obst & Reimann, 1994)
- Vietnamesische Dreistreifen-Scharnierschildkröte (Cuora cyclornata Blanck, Mccord & Le, 2006) (wird auch als Synonym von Cuora trifasciata angesehen)
- Gelbrand-Scharnierschildkröte (Cuora flavomarginata (Gray, 1863))
- Hinterindische Scharnierschildkröte (Cuora galbinifrons Bourret, 1939)
- McCords Scharnierschildkröte (Cuora mccordi Ernst, 1988)
- Dreikiel-Scharnierschildkröte (Cuora mouhotii (Gray, 1862))
- Pans Scharnierschildkröte (Cuora pani Song, 1984)
- Südvietnamesische Scharnierschildkröte (Cuora picturata Lehr, Fritz & Obst, 1998)
- Chinesische Dreistreifen-Scharnierschildkröte (Cuora trifasciata (Bell, 1825)) (Synonym: Cuora cyclornata)
- Yunnan-Scharnierschildkröte (Cuora yunnanensis (Boulenger, 1906))
- Zhous Scharnierschildkröte (Cuora zhoui Zhao, Zhou & Ye, 1990)

Hybriden:
- Bei der Gesägten Scharnierschildkröte (Cuora × serrata Iverson & McCord, 1992) handelt es sich um eine Hybride aus Cuora mouhotii und Cuora galbinifrons bzw. Cuora bourreti. Hybride zwischen C. mouhotii und C. galbinifrons  sind auch aus der freien Wildbahn aus Hainan bekannt.
- Iversons Bachschildkröte („Mauremys“ × iversoni Pritchard & McCord, 1991) (Hybride aus Cuora trifasciata & Mauremys mutica)
- Philippens Streifenschildkröte („Ocadia“ × philippeni McCord & Iverson, 1992) (Hybride aus Mauremys sinensis  & Cuora trifasciata)
- Hainan-Pfauenaugen-Sumpfschildkröte („Sacalia “ × pseudocellata McCord & Iverson, 1992) (Hybride aus Cuora trifasciata & Sacalia quadriocellata)